# تاری حرکتی

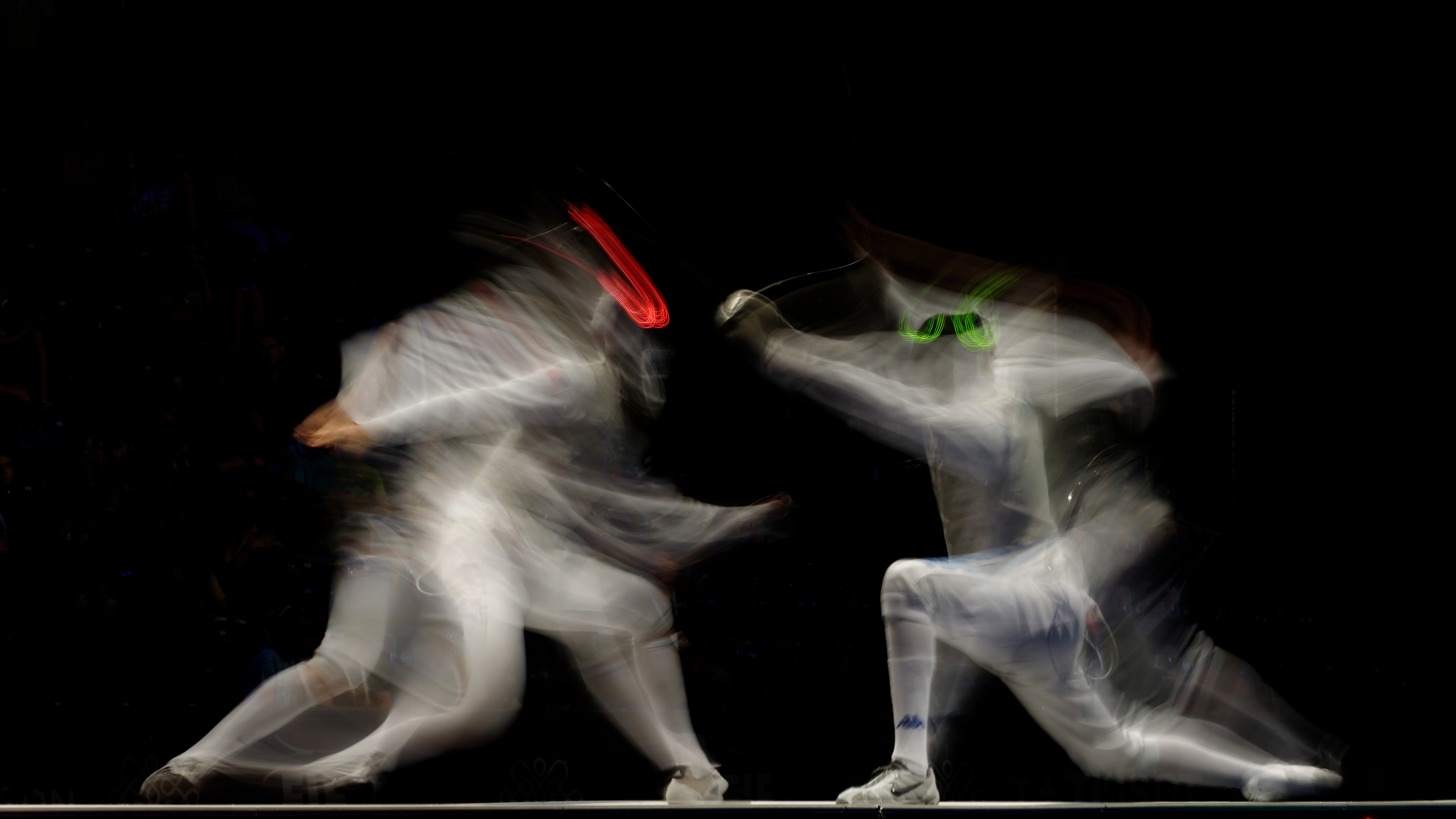
نگاره‌ای از دو شمشیرباز اهل آمریکا و ایتالیا در مسابقهٔ پایانی مسابقات قهرمانی شمشیربازی جهان در سال ۲۰۱۳ در بوداپست. در این نگاره، عکاس با استفاده از تکنیک نوردهی طولانی یا استفاده از سرعت شاتر پایین، به ایجاد اثر محوی (زمان نوردهی ۱/۲ ثانیه، ضریب اف f/18 و ایزو 100) پرداخته تا بهتر هیجان و سرعت جنب‌وجوش میان شمشیربازان را به تصویر بکشد.

موشن بلور یا تاری حرکتی یا اثر محوی (انگلیسی: Motion blur) به تار شدن برخی از اجزای تصویر بر اثر حرکت موضوع یا دوربین گویند. عکاسان از این شیوه برای ایستایی حرکت استفاده می‌کنند.

## نگارخانه

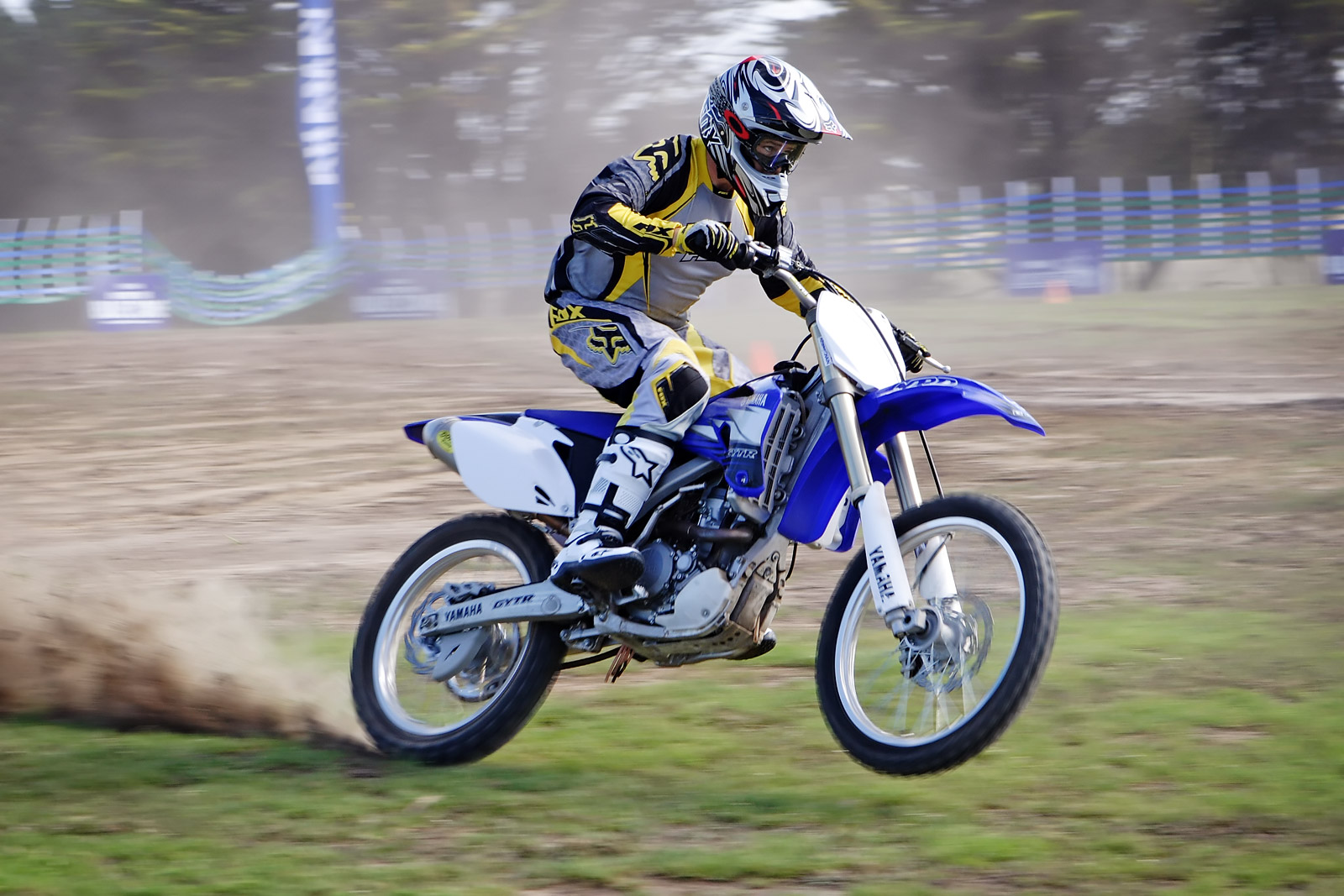
تاری حرکت اغلب در عکاسی ورزشی (به ویژه ورزش‌های موتوری) برای انتقال حس سرعت استفاده می‌شود. برای رسیدن به این اثر باید از سرعت شاتر آهسته استفاده کرد و لنز دوربین را به موقع با حرکت جسم حرکت داد.
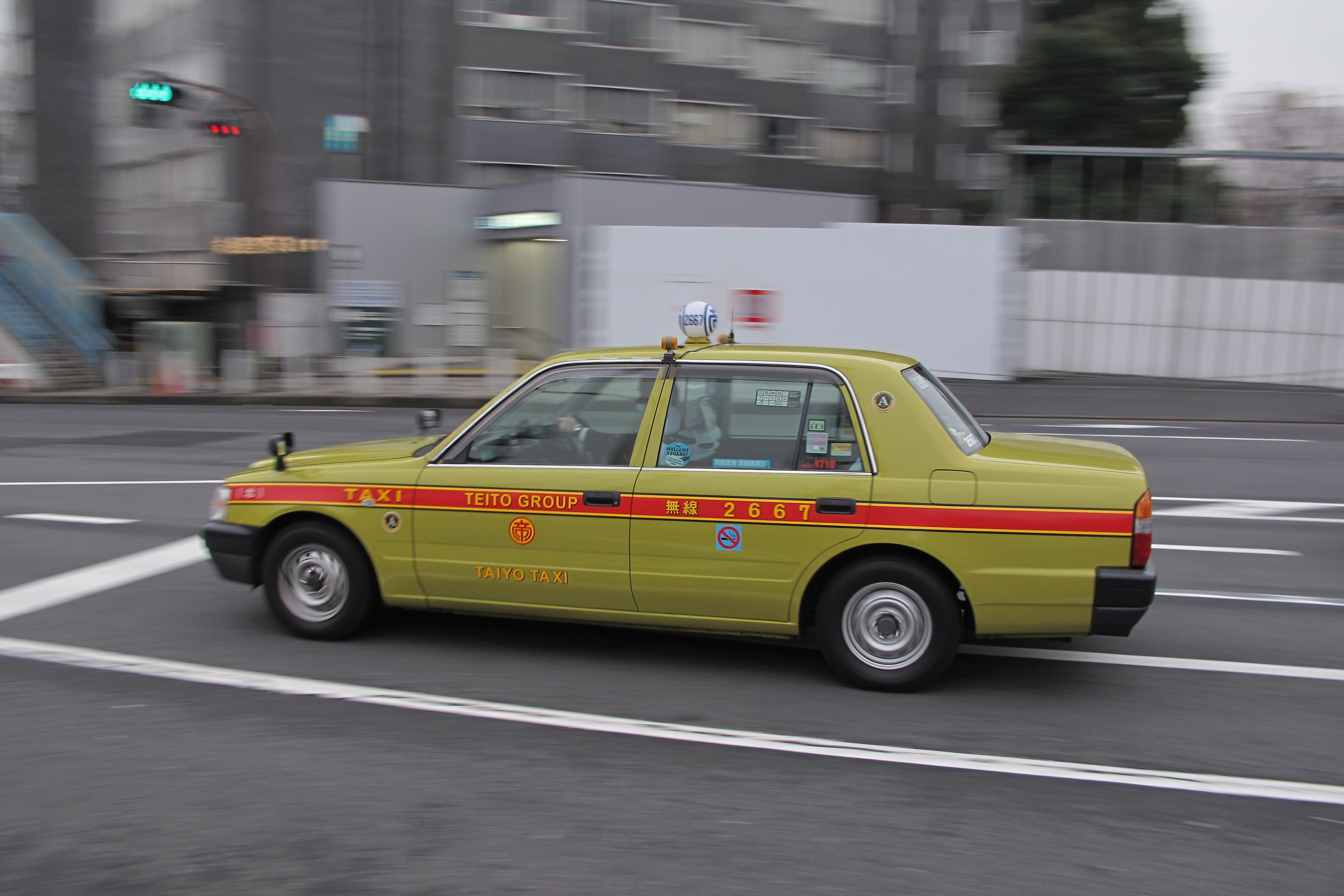
نمونه دیگری از عکسی که در آن دوربین با همان سرعتی که از جسم مورد عکاسی گرفته می‌شود، حرکت می‌کند.
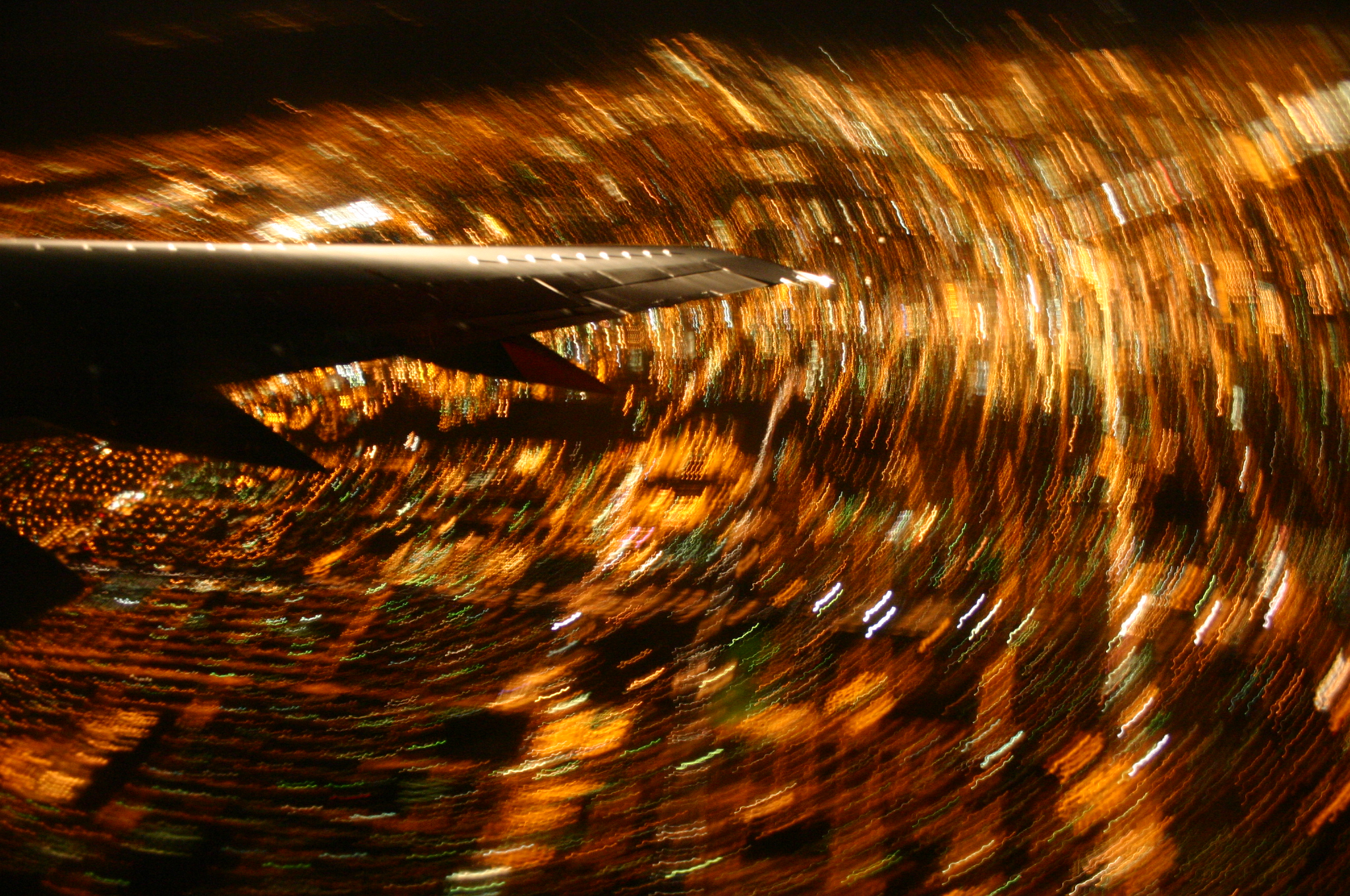
عکس گرفته شده از داخل هواپیمایی است که در شب بر فراز سن خوزه می‌چرخد. نورهای شهر نوارهای متحدالمرکز را تشکیل می‌دهند.
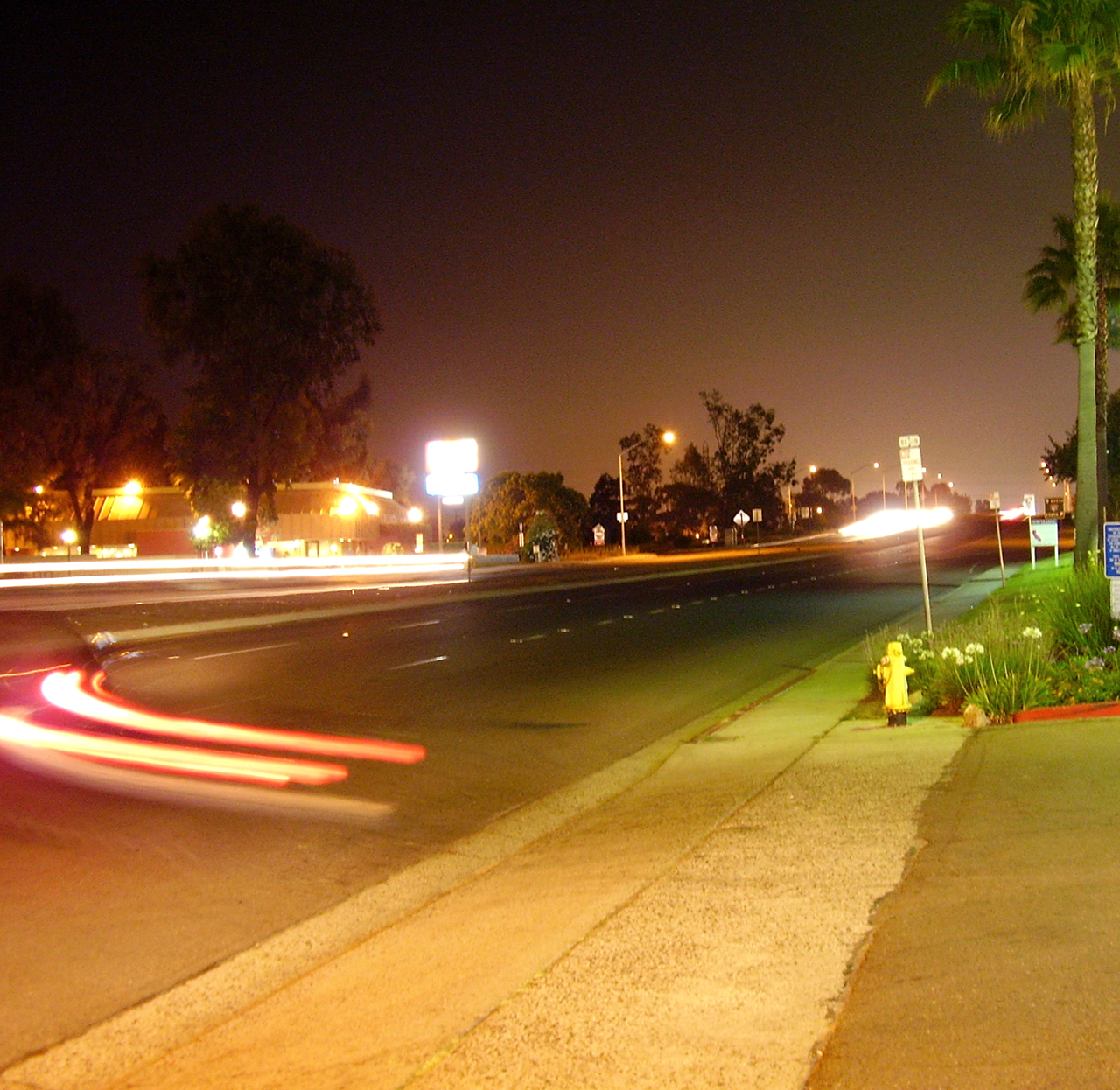
ترافیک این خیابان به دلیل سرعت پایین شاتر دوربین و سرعت نسبتاً سریع خودروها، رگه‌های درخشانی را به جا می‌گذارد.
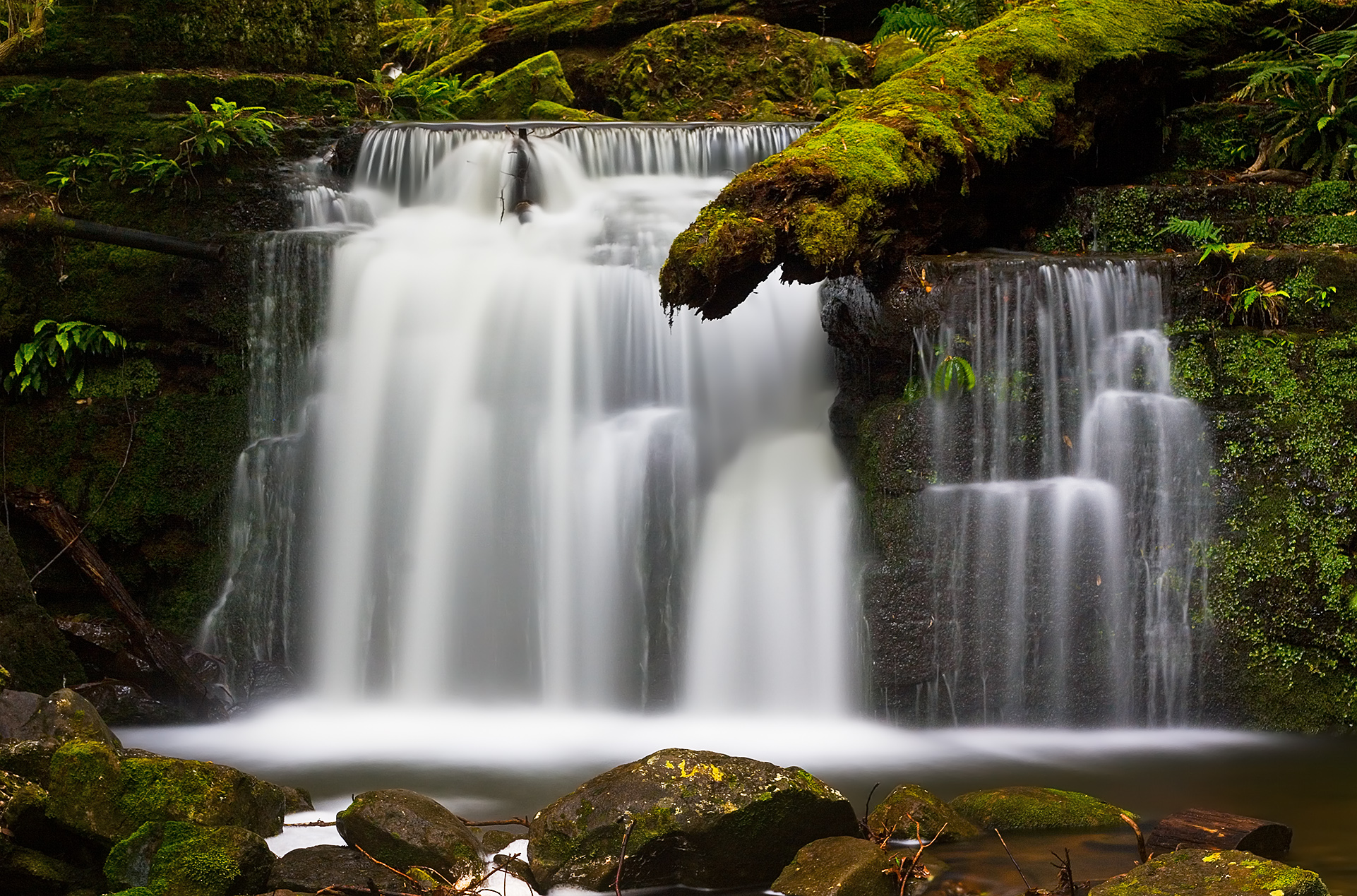
آبشار استریکلند در تاسمانی، استرالیا، با استفاده از فیلتر چگالی خنثی گرفته شده است. فیلترهای ND نور را از کل طیف مرئی به طور مساوی کاهش می‌دهند و امکان افزایش دیافراگم و کاهش سرعت شاتر را بدون نوردهی بیش از حد تصویر فراهم می‌کنند. برای ایجاد تاری حرکتی که در اینجا دیده می‌شود، شاتر باید برای مدت نسبتاً طولانی باز نگه داشته شود، که باعث می‌شود میزان نوری که از لنز عبور می‌کند کاهش یابد.
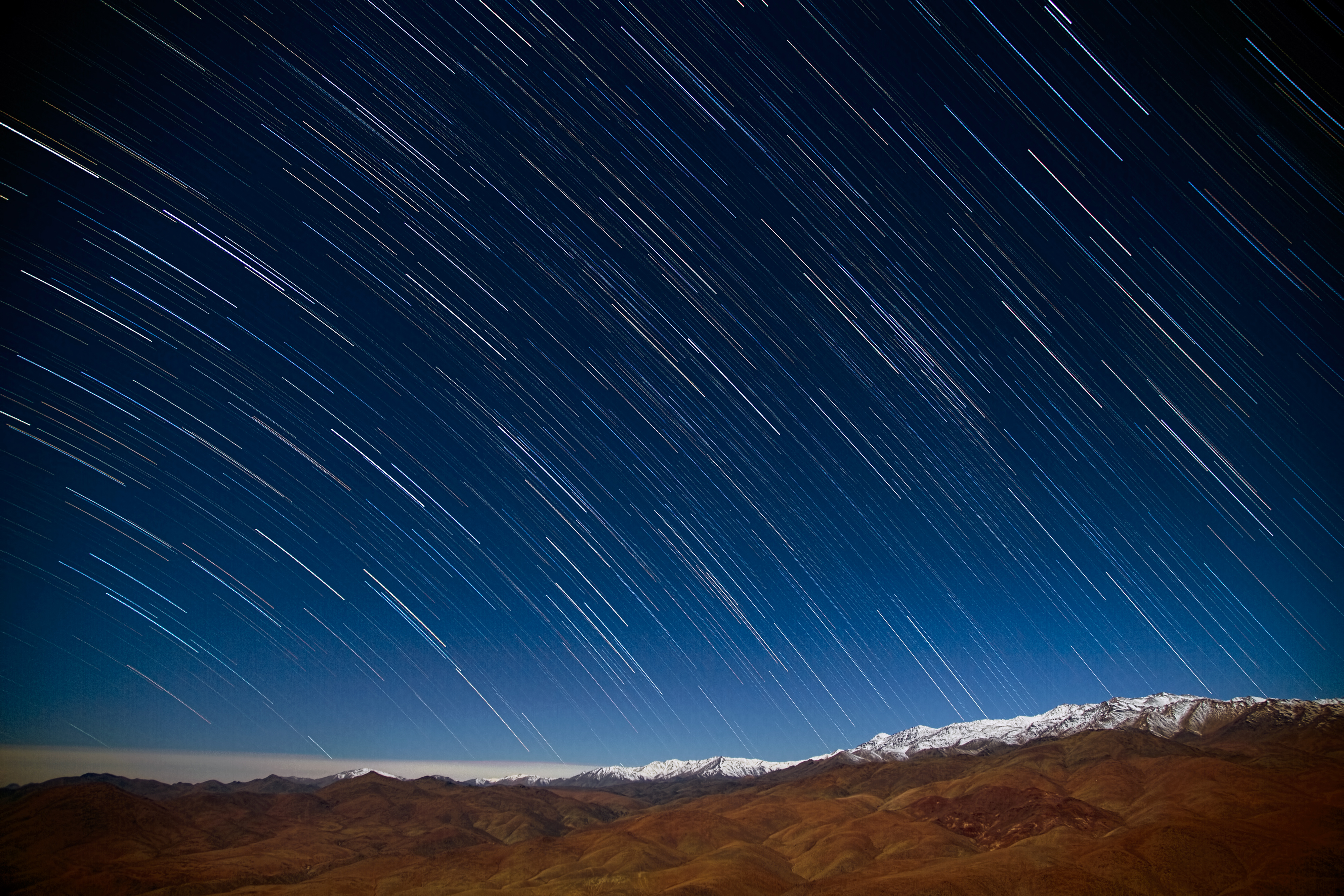
تاری حرکتی در ستاره‌ها بالای رصدخانه لاسیا.
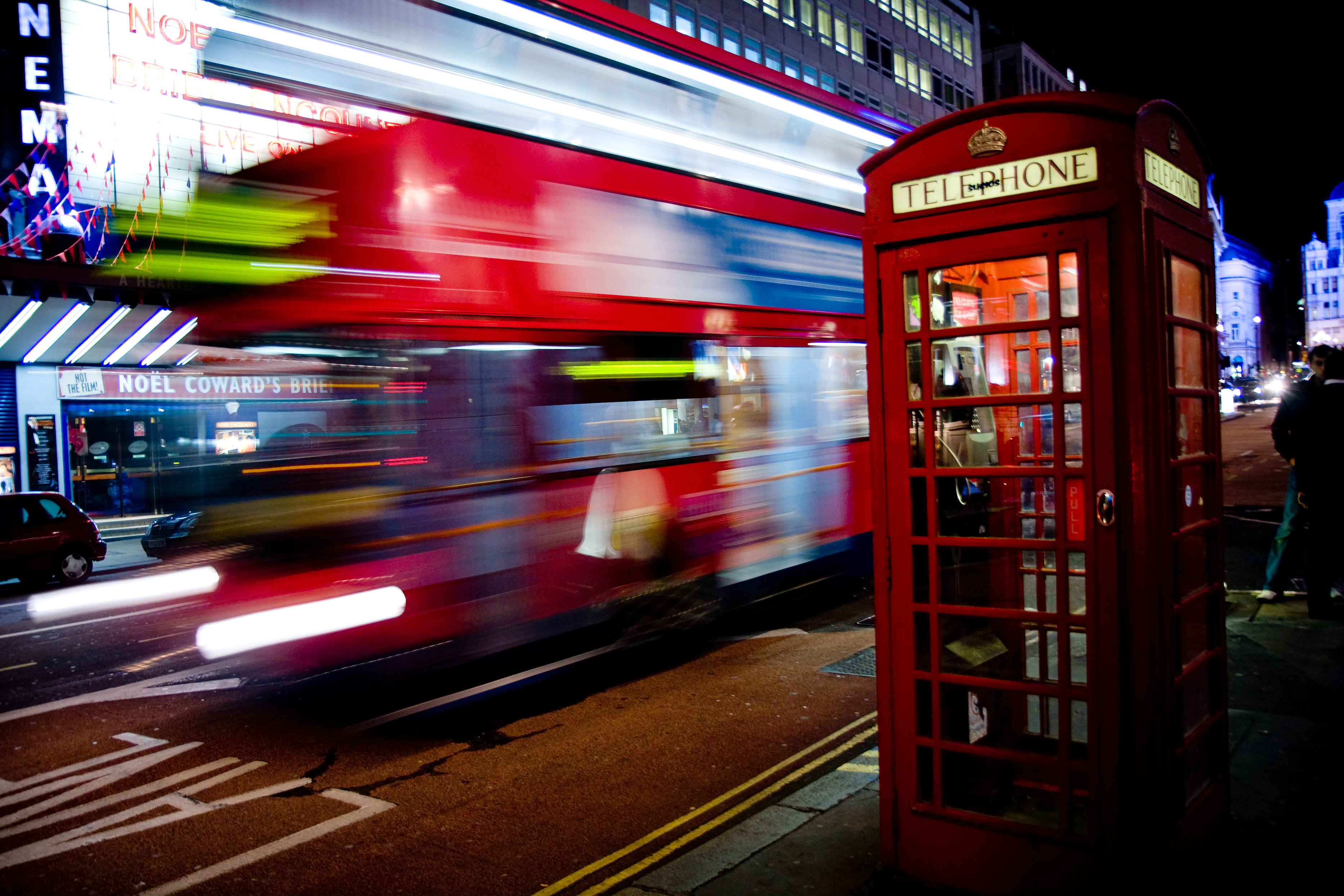
نمونه‌ای از موشن بلور یا تاری حرکتی که بر روی اتوبوس در حال حرکت ایجاد شده است.
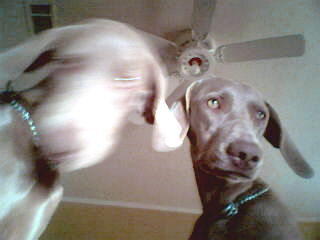
پستانداران به دلیل سرعت در حرکاتشان مستعد ایجاد تاری حرکتی در عکس هستند.
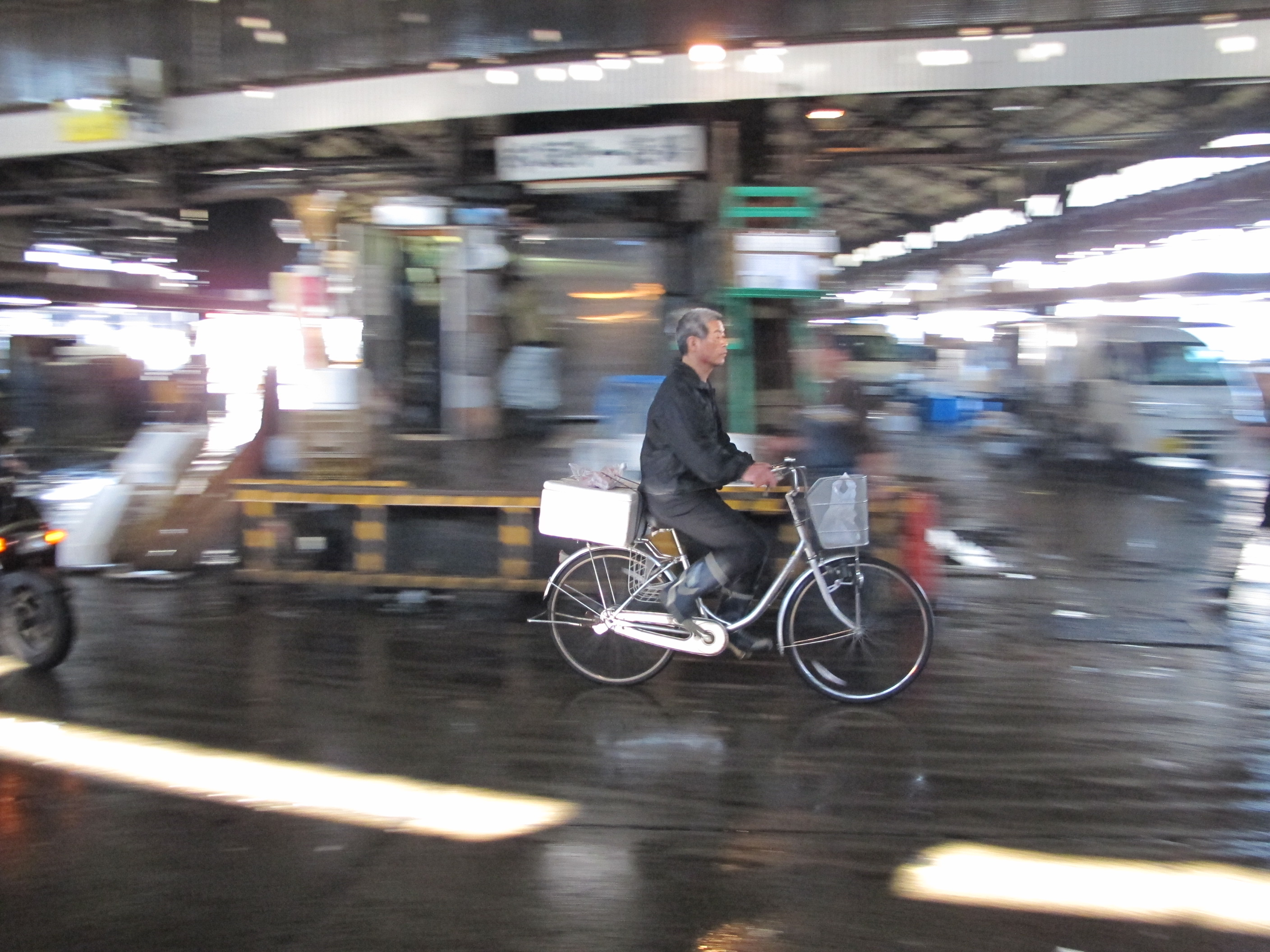
تاری حرکت در این عکس از یک کارگر در بازار ماهی سوکیجی سابق در توکیو مشهود است.
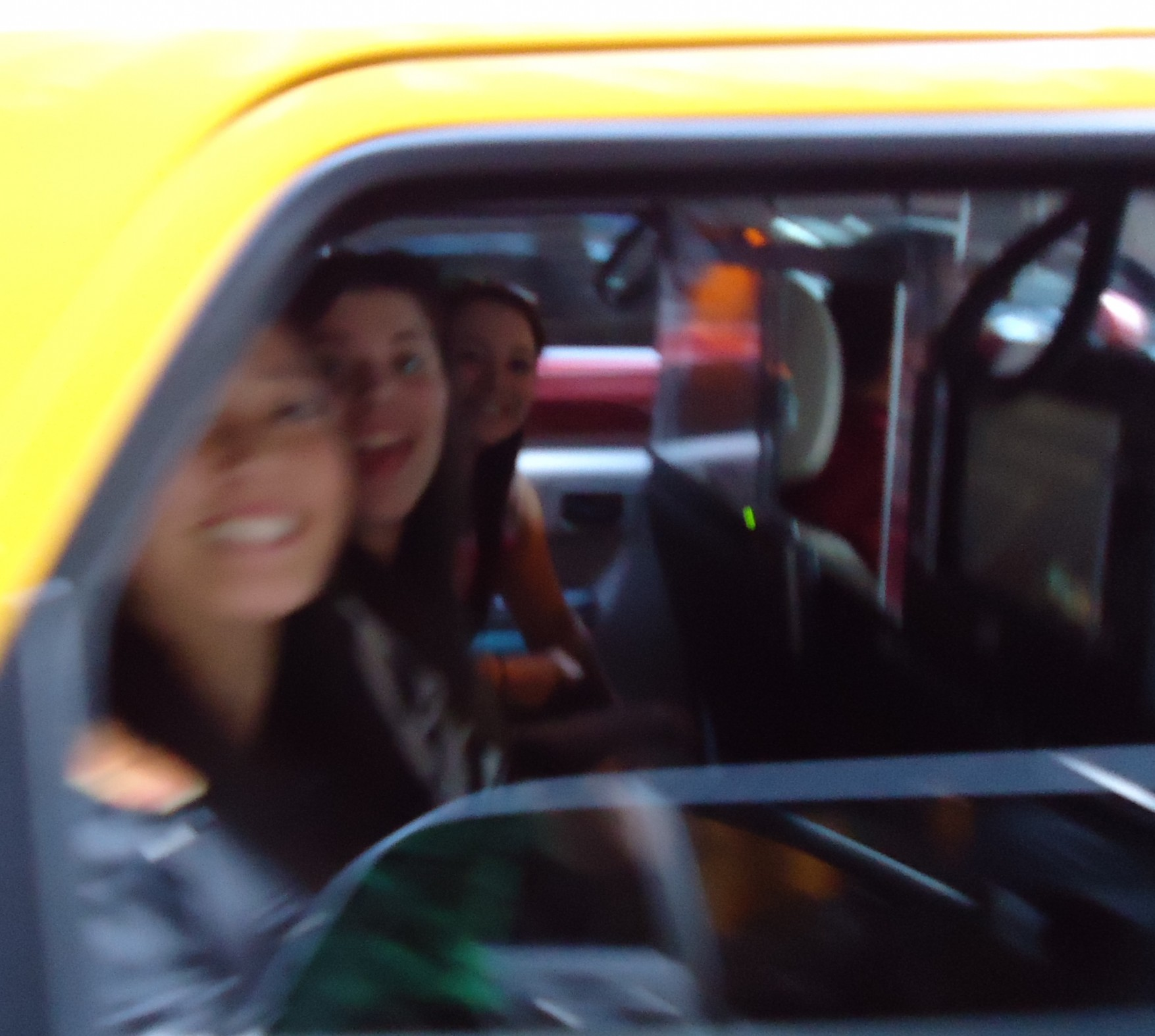
یک تاکسی که شروع به حرکت کرد، چهره دختران را در تصویر تار کرد.